# Rincón de Bonanza
El Racó de Bonança (en castellà Rincón de Bonanza) és una entitat local menor d'Oriola, a la comarca del Baix Segura de la província d'Alacant. Compta aproximadament amb 1.500 habitants. Se situa a la falda de la serra d'Oriola.

## Geografia
El Racó de Bonança s'enclava en un lloc privilegiat. Als peus de la Serra d'Oriola i rodejat d'horta. Se situa a tan sols 2 km al sud-oest de la ciutat d'Oriola i a 3 d'altres entitats locals menors com Desamparados o l'Apareguda situades més al sud.
De la capital alacantina dista uns 56 km mentre que de la veïna ciutat de Múrcia tan sols li separen 20 km per la carretera N-340.

## Clima
El clima és mediterrani sec, amb accentuats traços d'aridesa i caràcters esteparis, que definixen el seu paisatge natural de tossals grisos i nus amb figueres de pala, pinars, garroferes, palmeres, pites, matolls xeròfils i aromàtiques de timó i romer. Les mitjanes tèrmiques solen ser suaus gràcies a la influència del mar, les quals oscil·len entre l'11 de gener i el 26 d'agost.

## Festes
- Festes Patronals: Se celebren a principis de setembre en honor de Sant Joaquim, Santa Anna i la Xiqueta Maria.
- Festes de la Santa Cruz: Se celebren la vesprà del 3 de maig en honor de la Santa Creu i la Mare de Déu de la Soledat.
- Romeria de Sant Cristòfol: Desapareguda en els anys 90, era una romeria fins al Pinar de Bonança on es troba l'àrea recreativa de Sant Cristòfol i l'ermita que porta el mateix nom. Era el preàmbul de les festes de La Cruz i tenia lloc l'últim diumenge d'abril.